# ルイ・プザン
ルイ・プザン（Louis Pouzin、1931年4月20日 - ）は、フランスの計算機科学者である。データグラムという概念を考案し、初期のパケット通信ネットワークであるCYCLADESを設計した。
彼の成果はロバート・カーン、ヴィントン・サーフらに影響を与え、現在インターネットで使用されているTCP/IPプロトコルの開発の基礎となった。

## 生涯
フランスのニエーヴル県シャントネ＝サン＝タンベールで生まれた。1950年から1952年までエコール・ポリテクニークで学んだ。
プザンはCTSS(Compatible Time-Sharing System)の設計に参加し、1963-64年頃にRUNCOMと呼ばれるプログラムを書いた。RUNCOMはフォルダ内に格納されたコマンドの実行を可能にしたプログラムで、コマンドラインインタフェースやシェルスクリプトの祖先とも言える。実のところプザンは1964年か65年にコマンドライン言語を「シェル(shell)」と名付けた当人だという。プザンのコンセプトは、後にマサチューセッツ工科大学のグレンダ・シュローダーによってMulticsに実装された。シュローダーのMulticsシェルはUnixシェルの前身であり、それは今日でも使用されている。
1967年から1969年まで、フランス気象局のためのCDC6400を使用したオペレーティングシステムを開発した。このシステムは天気予報と統計のために作られたもので、15年間使用された。
1971年から6年間、先駆的なネットワークプロジェクトであるCYCLADESを指揮した。ドナルド・ワッツ・デービスによるデータグラムネットワークのシミュレーションを基に、プザンはCIGALEパケット交換ネットワークを構築した。CYCLADESでは、インターネットワーキングの概念の研究のために、後のインターネットと同様の階層化アーキテクチャを使用した。
彼は、1972年に発足しヴィントン・サーフが議長を務めていたInternational Networking Working Group(INWG)に参加していた。ボブ・カーンとサーフが1974年に発表したインターネットワーキングのプロトコルに関する論文"A Protocol for Packet Network Intercommunication"（パケットネットワーク相互通信のためのプロトコル）の中で、プザンの成果について触れている。
2002年、プザンは、Jean-Louis Grangé、Jean-Pierre Henninot、Jean-François Morfinと共に、ドメイン名の多言語化を推進する非営利団体であるユーロリンク(Eurolinc)の設立に参加した。2003年6月、ユーロリンクは世界情報社会サミット(WSIS)に参加した。
2011年11月、Chantal Lebrument、Quentin Perrigueurと共に、オルタネートルートを運営する組織Savoir-Faireを設立した。
2012年には、ICANNから独立した、すべての文字によるトップレベルドメイン(TLD)を販売することに特化したOpen-Rootというサービスを開発した。

## 受賞歴
- 1997年  - ACM SIGCOMM賞（英語版）[17]
- 2001年 - IEEEインターネット賞
- 2003年  - レジオンドヌール勲章 シュヴァリエ[18]
- 2012年  - インターネットの殿堂[19]。
- 2013年  - クイーンエリザベス工学賞[20]
- 2016年 - グローバルIT賞[21]
- 2018年 - レジオンドヌール勲章 オフィシエ[18]
- 2019年 - コンピュータ歴史博物館フェロー（コンピュータの殿堂）[22]